# Лагерлунд, Себастиан
Себастиан Лагерлунд (швед. Sebastian Lagerlund; род. 14 сентября 2002) — шведский футболист, полузащитник клуба «Хеккен».

## Клубная карьера
Начинал заниматься футболом в клубах «Хёсё». Затем попал в структуру «Хеккена», где начал выступал за детские и юношеские команды. С лета 2021 года стал привлекаться к тренировкам с основной командой. 18 сентября впервые попал в заявку клуба на официальный матч с «Мьельбю», но на поле не появился. 3 октября дебютировал в чемпионате Швеции в гостевой встрече с «Эребру», заменив на 89-й минуте Кристоффера Лунна.

## Карьера в сборной
Выступал за юношескую сборную Швеции. В её составе первый и единственный матч провёл 10 октября 2019 года в товарищеском матче со сборной Чехии, выйдя на поле в стартовом составе. На 54-й минуте встречи заработал жёлтую карточку.

## Клубная статистика
| Выступление      | Выступление      | Выступление      | Лига | Лига | Кубки | Кубки | Конт. кубки | Конт. кубки | Итого | Итого |
| Клуб             | Лига             | Сезон            | Игры | Голы | Игры  | Голы  | Игры        | Голы        | Игры  | Голы  |
| ---------------- | ---------------- | ---------------- | ---- | ---- | ----- | ----- | ----------- | ----------- | ----- | ----- |
| Хеккен           | Аллсвенскан      | 2021             | 1    | 0    | 0     | 0     | 0           | 0           | 1     | 0     |
| Хеккен           | Итого            | Итого            | 1    | 0    | 0     | 0     | 0           | 0           | 1     | 0     |
| Всего за карьеру | Всего за карьеру | Всего за карьеру | 1    | 0    | 0     | 0     | 0           | 0           | 1     | 0     |